# Catastega
Catastega is een geslacht van vlinders van de familie bladrollers (Tortricidae), uit de onderfamilie Olethreutinae.

## Soorten
- C. aceriella Clemens, 1861
- C. marmoreana (Heinrich, 1923)
- C. timidella Clemens, 1861